# Duchonská
Duchonská (Důhonská, Duchoňka) je zaniklá viniční usedlost v Praze 6-Dejvicích, která stála v Šáreckém údolí proti Rakařce u Šáreckého potoka pod přírodní památkou Dolní Šárka.

## Historie
Roku 1618 spojil Martin Eldman řečený Chramosta dvě vinice v jednu o rozloze 6,5 strychu. Po jeho smrti byla vinice postoupena dceři Zuzaně provdané za malostranského truhláře Pěnkavu (Truhlářka). Zuzana vinici roku 1680 prodala Václavu Rauchovi, půhončímu při zemských deskách, po jehož zkomoleném názvu úřadu byla nazývána. Rauch postavil na vinici lis, obytné stavení, chlév, stodolu a kůlnu.
Roku 1702 koupil usedlost registrátor stavovského úřadu Maxmilián František Wendt z Malé Strany. Připojil k ní sousední vinici Uherku a zvětšil tak rozlohu vinohradu na 21 strychů. Ke dvoru patřily také dvě zahrady, pastvina a pole. Usedlost však jako velmi zadlužená byla roku 1794 vydražena majitelkou Hendlova dvora, ke kterému byla připojena do roku 1803. Poté se majitelé střídali.
Počátkem 20. století postavil její vlastník na pozemcích vilu zvanou Emilka. V druhé polovině 20. století patřila usedlost podniku Sady, lesy, zahradnictví, kolem roku 1985 zanikla a na jejím místě stojí novostavba.